# Умершие в сентябре 1945 года
Это список известных людей, соответствующих установленным критериям значимости (см. Википедия:Критерии значимости персоналий), умерших в сентябре 1945 года.
Причина смерти указывается лишь в исключительных случаях (убийство, самоубийство, гибель в результате военных действий, смертная казнь, ДТП или несчастные случаи). В остальных случаях — не указывается.

## 2 сентября
- Андреев, Георгий Федосеевич (23) — Герой Советского Союза.
- Миддлтон, Сидней (61) — австралийский регбист и гребец, чемпион летних Олимпийских игр 1908 года.

## 5 сентября
- Хилл, Клем (68) — австралийский крикетист-бэтсмен.

## 9 сентября
- Зинаида Гиппиус (75) — русская писательница.
- Виктор Комаров (27) — Герой Советского Союза.

## 12 сентября
- Николай Ищенко (35) — Герой Советского Союза.
- Николай Пожарский (46) — Герой Советского Союза.

## 15 сентября
- Антон Веберн (61) — австрийский композитор; убит во время комендантского часа.

## 16 сентября
- Джон МакКормак (61) — ирландский и американский певец (лирический тенор), граф.

## 18 сентября
- Герман Валлентин — немецкий актёр.
- Всеволод Волин (63) — российский анархо-коммунист.
- Дмитрий Кедрин (38) — русский советский поэт; трагически погиб или был убит.

## 20 сентября
- Виктор Евдокимов (34) — Герой Советского Союза.

## 21 сентября
- Вакарин, Изот Антонович (34) — Герой Советского Союза.
- Сито, Файвель Соломонович — еврейский советский прозаик, поэт, драматург.

## 22 сентября
- Дмитрий Надёжный (71) — русский и советский военачальник, генерал-лейтенант, участник первой мировой и гражданских войн, командующий Северным фронтом Красной Армии.

## 23 сентября
- Александр (Толстопятов) (66) — епископ Русской православной церкви, епископ Алма-Атинский и Казахстанский (1933—1936)

```
епископ и архиепископ Молотовский и Соликамский (1943—1945)
```

- Имре Ревес (86) — венгерский живописец, историк и педагог.

## 26 сентября
- Бела Барток (64) — венгерский композитор, пианист; лейкоз.
- Рихард Бер-Гофман (79) — австрийский романист, драматург и лирик.
- Александр Ханжонков (68) — российский предприниматель, организатор киноиндустрии в России.

## 28 сентября
- Афанасий Семакин (38) — Герой Советского Союза.